# Sven Hedin
Dr. Sven Anders Hedin KCIE (jinak psán též: Ssu-wên Ho-ting, Sven Gedin, Ssu-wen Hao-ting, سون هدین, Свен Хедин, Svens Hedīns, 19. února 1865, Stockholm – 26. listopadu 1952, tamtéž) byl švédský zeměpisec, topograf, cestovatel, fotograf, autor cestopisů a ilustrátor svých spisů. Ve čtyřech expedicích do Střední Asie objevil Transhimálaj (nazývaný po něm též Hedinovo pohoří), prameny řek Brahmaputra, Indus a Satladž, jezero Lobnor a zbytky měst, pohřebišť a Velké čínské zdi v pusté Tarimské pánvi. Hedinovo životní dílo dovršilo posmrtné vydání jeho Central Asia atlas. Jeho odkaz je do značné míry poškozen vztahem k nacismu.

## Život

### Mládí a studium
Narodil se ve Stockholmu do zámožné rodiny městského architekta a podnikatele Abrahama Ludviga Hedina. Jako patnáctiletý zažil Sven Hedin ve Stockholmu triumfální návrat polárníka Adolfa Erika Nordenskjölda z prvního úspěšného proplutí Severovýchodním průjezdem. Od té chvíle toužil stát se objevitelem.
V roce 1885 získal práci soukromého učitele v rodině švédského zaměstnance továrny bratří Nobelů v Baku. Tam se začal učit persky, turecky, mongolsky, tibetsky a čínsky a podnikl svou první výpravu po Přední Asii k Perskému zálivu. Po návratu studoval geologii a geografii na univerzitě ve Stockholmu, v roce 1888 filozofii v Uppsale.
Od roku 1889 studoval v Německu na universitách v Berlíně a Halle, kde získal v roce 1892 doktorát z filozofie. Studie u zeměpisce a sinologa Ferdinanda von Richthofen v něm vzbudily obdiv k Německu a posílily rozhodnutí podniknout výpravy do Střední Asie a zahladit poslední bílá místa na mapě Asie. Po promoci, a když ovládl četné jazyky a nářečí a podnikl dvě cesty Persií, neuposlechl rad Ferdinanda von Richthofen, aby pokračoval ve studiích zeměpisu a obeznámil se s metodami zeměpisného výzkumu; proto musil později hodnocení výsledků svých expedic přenechat jiným učencům.

### Výpravy do Střední Asie

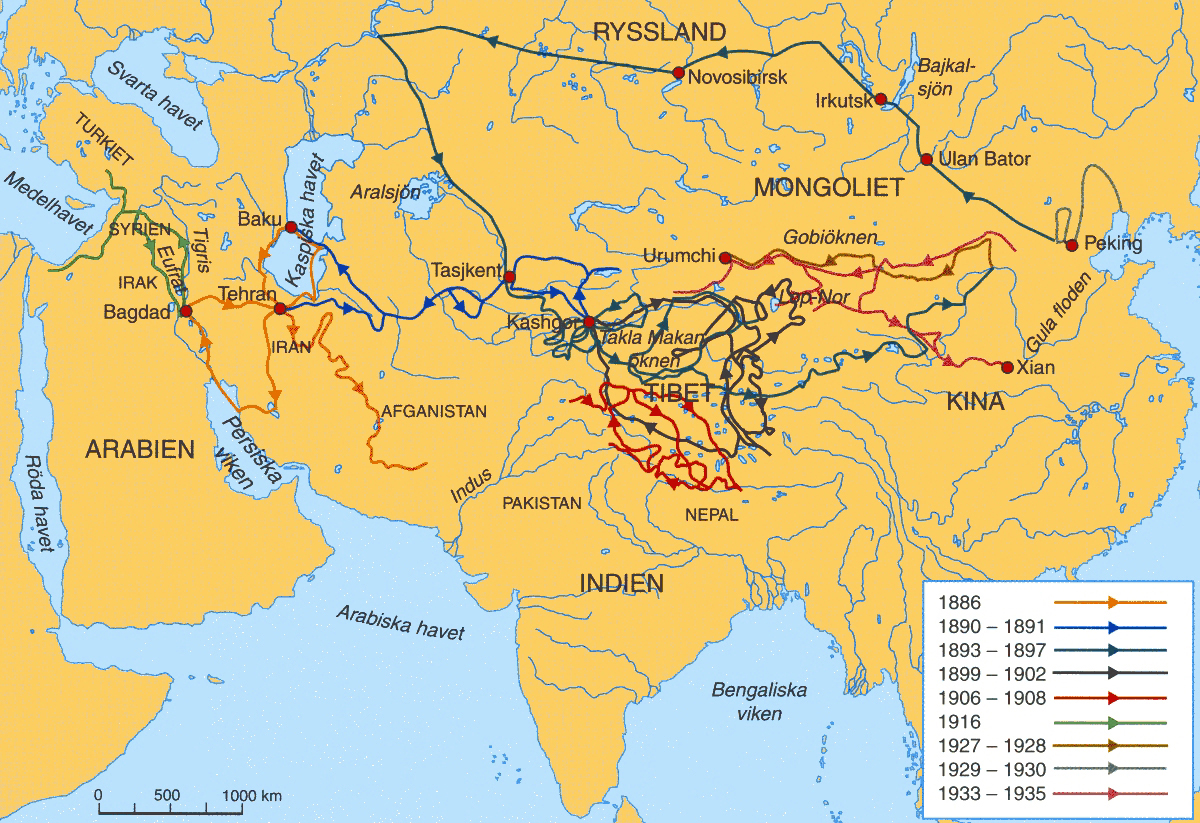
Mapka zobrazující jednotlivé Hedinovy expedice

V roce 1890 odjel jako tlumočník švédské delegace do Teheránu k perskému šáhovi. Po skončení mise pokračoval přes Ašchabad, Bucharu a Samarkand až do Kašgaru v Číně. V roce 1891 se vrátil do Stockholmu a o své cestě přednášel a psal články pro švédské i zahraniční noviny, aby získal finance pro další expedice.

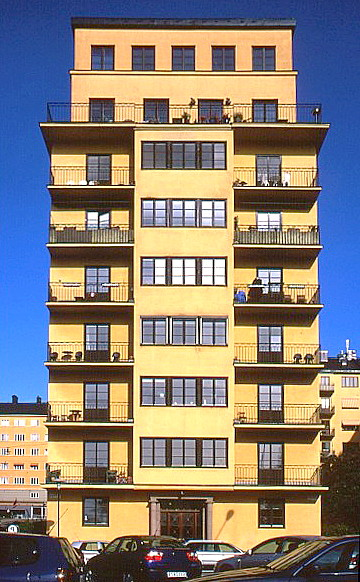
Hedinova rezidence v letech 1935–1952 ve Stockholmu

Ve třech odvážných výpravách do hor a pustin Střední Asie v letech 1893 až 1908 zmapoval a probádal do té doby neznámá území Východního Turkestánu (dnešní Ujgurská autonomní oblast Sin-ťiang) a Tibetu. 
Při návratu do Stockholmu roku 1909 byl uvítán stejně triumfálně jako Adolf Erik Nordenskjöld. Roku 1902 se stal doposud posledním Švédem z královského domu, který byl povýšen do šlechtického stavu, a stal se koryfejem Švédska. Jakožto člen dvou akademií věd měl hlasovací právo při udílení Nobelových cen.
Záznamy ze svých výprav položil základy přesné mapy Střední Asie. Byl světoznámý dík své vědecké dokumentaci a populárním cestopisům s vlastními fotografiemi, akvarely a kresbami, dík dobrodružným článkům pro mládež a dík přednáškovým turné v cizině. Jako znalec Turkestánu a Tibetu získal přístup k evropským a asijským panovníkům a politikům, a tudíž i k zeměpisným a učeným společnostem, jež usilovaly získat jeho exkluzivní znalost mocenského vakua Střední Asie prostřednictvím řádů, briliantových křížů, zlatých medailí, čestných doktorátů a okázalých recepcí, jakož i logistickou a peněžní podporou jeho expedic.
V roce 1916 se vypravil do Malé Asie, prošel Sýrií a Palestinou. V letech 1927–1935 vedl Hedin další mezinárodní expedici do Střední Asie, při které byly prováděny topografické, archeologické a geologické výzkumy v Mongolsku, západním Tibetu a čínském Turkestánu.

### Poslední roky života
Od roku 1935 žil Hedin ve Stockholmu, v elegantní rezidenční čtvrti, v moderním výškovém domě. Tam bydlel se svými sourozenci ve třech nejvyšších patrech. Nikdy se neoženil a neměl děti.
Ve své závěti odkázal práva na své knihy a rozsáhlý majetek Královské švédské akademii věd. Brzy poté byla založena Nadace Svena Hedina (Sven Hedins Stiftelse), která vlastní všechna vlastnická práva.
Sven Hedin zemřel 26. listopadu 1952 ve věku 87 let ve svém rodném městě Stockholmu. Smutečního obřadu se zúčastnili zástupci švédské královské rodiny, švédské vlády, Švédské akademie a diplomatického sboru. Je pohřben na hřbitově Adolfa Fredrikse Kyrkogård ve Stockholmu.

### Ocenění
Byl členem švédské akademie věd a dalších vědeckých společností v Lundu a Uppsale. V roce 1940 se stal čestným členem Královské společnosti vědy a inteligence v Göteborgu. Jeho zásluhy byly oceněny nejvyššími švédskými řády, mezi jiným Řádem polární hvězdy (1903). Vyznamenání mu udělili také představitelé Německa, Číny, Japonska, Finska a dalších zemí.
S pompou byl Sven Hedin přijat v roce 1890 u krále Oskara II., téhož roku u šáha Násiruddína, v roce 1896 u cara Mikuláše II. Alexandroviče od roku 1898 vícekrát u císaře Františka Josefa I., v roce 1902 u místokrále Indie George Nathaniela Curzona, v letech 1903, 1914, 1917, 1926, 1936 u císaře Viléma II., v roce 1906 u místokrále Indie Gilberta Johna Elliot-Murray-Kynynmounda, v letech 1907, 1926, 1933 u devátého pančhenlamy, v roce 1908 u císaře Mucuhita, v roce 1910 u papeže Pia X., téhož roku u Theodorea Roosevelta, v roce 1915 i později u Paula von Hindenburg, v letech 1929 a 1935 u Čankajška, v letech 1935, 1939 a dvakrát roku 1940 u Adolfa Hitlera.
O svých objevitelských cestách psal vědecké i populárně-naučné práce. Je autorem více než 20 knih a spisů.

## Hedin a nacismus
Obecně řečeno se Sven Hedin obdivoval Německu, které vnímal jako hráz proti expanzi Ruska. Od roku 1936 byl v čilém kontaktu s předními představiteli Třetí říše včetně Adolfa Hitlera. Z vlastního zájmu a s pomocí vysoce postavených nacistických úředníků procestoval v letech 1935 a 1936 Německo (při té příležitost zavítal též do Československa – byl v Praze, Karlových Varech, Ústí nad Labem a v Brně – a do Rakouska) a ze svých cest sepsal knihu, v níž k tehdejšímu Německu na vzestupu sice vyjádřil obdiv, ale zároveň v ní zkritizoval některé aspekty nacistického režimu. Protože kritické pasáže odmítl z rukopisu vypustit, kniha Deutschland und der Weltfrieden nakonec v samotném Německu nesměla vyjít a byla později vydána ve Švédsku.
Z dochované korespondence je zřejmé, že si Hedin během celé války byl plně vědom dopadů nacistické politiky na obyvatelstvo, včetně obyvatelstva židovského a věděl o deportacích do koncentračních i vyhlazovacích táborů. Dodnes je za styky s Hitlerem pranýřován, ale ve skutečnosti to byl on, kdo byl také pod nátlakem nacistů a nedá se říct, že by spolupracoval zcela dobrovolně nebo zištně. Výměnou za publicistickou činnost ve prospěch Třetí říše dosáhl zmírnění životních podmínek mnoha svých židovských přátel, kteří díky němu dokázali přežít koncentrační tábor; dále úspěšně intervenoval u A. Hitlera (který znal a obdivoval jeho cestopisy) za vězněné norské intelektuály a odbojáře, kterým byl trest smrti zastřelením následně zmírněn na nucené práce. Proto je hodnocení jeho postojů a činů za 2. světové války zdrojem kontroverzí, vášní a revizí na základě nových zjištění a faktů.
Ani po válce se od své předválečné a válečné činnosti nijak nedistancoval, naopak se k ní hlásil: v roce 1949 vydal další knihu, v níž se snažil své smýšlení částečně ospravedlnit. Z korespondence však vyplývá, že mnoho informací sám zatajil či zkreslil.
Sven Hedin byl a zůstal mužem 19. století: i ve 20. věku lpěl na představách a způsobu jednání století minulého. Nebyl s to vnímat zásadní společenské a politické změny 20. věku a uzpůsobit se jim. Eric Wennerholm o tom píše (str. 142n.): S novým Švédskem nepřišel Hedin nikdy do styku: emigrace, vzestup dělnického hnutí a odborů, vzrůstající industrializace a národní obrození mu byly cizí, pro požadavky všeobecného hlasovacího práva a především demokracie v říšské vládě neměl pochopení… Hedin byl skrz naskrz roajalista, byl proti sněmovně, byl nacionalista a militarista, neboť věřil, že jen ta země, jež je odhodlána bránit se do poslední kapky krve, je hodna své svobody.
Z obavy o bezpečnost Skandinávie se coby člen Švédské akademie válečných věd zasadil o stavbu válečné lodi Sverige.